# 氏家法雄
氏家 法雄（うじけ のりお、1972年2月27日 - ）は、日本の哲学研究者、宗教学者、政治家。香川県多度津町議会議員（1期）。専門は日本キリスト教思想史、近代日本思想史。

## 略歴
香川県善通寺市出身。香川県立丸亀高等学校卒業。慶應義塾大学文学部文学科ドイツ文学専攻卒。
立教大学大学院文学研究科組織神学専攻前期博士課程修了。立教大学大学院文学研究科組織神学専攻後期博士課程単位取得満期退学。
大学院では鈴木範久に師事し、キリスト教学、近代日本キリスト教思想史を専攻。
千葉敬愛短期大学などで倫理学、哲学を担当、2016年に独立研究者として郷里の香川県へUターンし、地域再生の仕事に従事しながら、学者の視点と生活者としての視点から、考えることと暮らしの新しい接続を実験している。特定非営利活動法人あおぞら理事を経たのち、2023年2月5日投開票である多度津町議会議員選挙に出馬し、最下位当選を果たした。

## 著書

### 著作
- 『暮らしを哲学する』明日香出版社、2021年。

### 論文
- 「吉野作造の人間観　海老名弾正の神子観の受容をめぐって」、『東洋哲学研究所紀要』（第20号）2004年。
- 「吉野作造の『神の国』観　信仰の師・海老名弾正との対比から」、『東洋哲学研究所紀要』（第21号）2005年。
- 「明治キリスト教と宗教多元主義の諸問題　事例としてのユニテリアン派の活動から（１）」『東洋哲学研究所紀要』 (第22号) 2006年。
- 「明治キリスト教と宗教多元主義の諸問題　事例としてのユニテリアン派の活動から（２）」、『東洋哲学研究所紀要』 (第23号) 2007年。
- 「吉満義彦の人間主義論　近代批判とその神学的根拠（１）」『東洋哲学研究所紀要』 (第24号) 2008年。
- 「吉野作造(前期)のナショナリズム　日露戦争から第一次世界大戦までの対応」、『東洋哲学研究所紀要』(第25号)2009年。
- 「吉野作造〈中期〉のナショナリズム　第一次世界大戦前後の軌跡」、『東洋哲学研究所紀要』(第26号)2010年。
- 「吉野作造〈後期〉のナショナリズム　理想主義実現の足跡」、『東洋哲学研究所紀要』(第27号)2011年。
- 「前期企画展『開館20周年記念 吉野作造とキリスト教』オープニング講演 吉野作造とキリスト教」、『吉野作造記念館吉野作造研究』(第11号)2015年。

### 書評
- 「鈴木範久著『日本キリスト教史物語』教文館」、『キリスト教教育研究』(第20号)2002年。
- 「東浩紀著『一般意志２．０』講談社」、『第三文明』2012年３月。
- 「安田浩一著『ネットと愛国』講談社」、『第三文明』2012年８月。
- 「吉野孝雄著『宮武外骨伝』河出文庫」、『第三文明』2012年９月。
- 「植木雅俊著『思想としての法華経』岩波書店」、『第三文明』2013年。
- 「山口周三著『南原繁の生涯　信仰・思想・業績』教文館」、『第三文明』2013年３月。
- 「里村欣三顕彰会編『里村欣三の眼差し』吉備人出版」、『第三文明』2013年５月。
- 「山形孝夫著『黒い海の記憶』岩波書店」、『第三文明』2013年10月。
- 「國分功一郎著『来るべき民主主義』幻冬舎」、『第三文明』2014年２月。
- 「中島岳志著『アジア主義　その先の近代へ』潮出版社」、『第三文明』９月。
- 「南原繁研究会編『南原繁と国際政治　永久平和を求めて』エディテックス」、『第三文明』2014年10月。
- 「植木雅俊著『仏教学者　中村元　求道のことばと思想』角川書店」、『第三文明』2014年11月。
- 「伊藤貴雄著『ショーペンハウアー　兵役拒否の哲学　戦争・法・国家』晃洋書房」、『第三文明』2015年３月。
- 「黒崎真著『マーティン・ルーサー・キング』岩波書店」、『ピープルズ・プラン』（第83号）2019年。
- 「原武史『最終列車』講談社」、『週刊読書人』2022年1月28日。